# Buenamadre
Buenamadre (Mẹ Tốt) là một đô thị ở tỉnh Salamanca, phía tây Tây Ban Nha, cộng đồng tự trị Castile-Leon. Đô thị này có cự ly 60 kilômét so với thành phố tỉnh lỵ Salamanca và có dân số năm 2008 là 153 người.

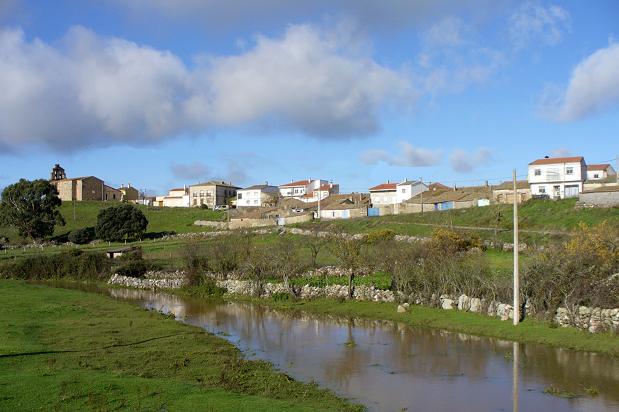
sông Tumbafrailes đoạn chảy qua Buenamadre.